# Plan Dalet
Het Plan Dalet (Hebreeuws: תוכנית ד') is een militair beleidsplan dat door de Joodse paramilitaire Hagana in 1947-1948 in de aanloop naar de Israëlische Onafhankelijkheidsoorlog werd opgesteld en uitgevoerd. Op 29 november 1947 namen de Verenigde Naties met resolutie 181 een verdelingsplan aan voor het Britse Mandaatgebied Palestina. Volgens deze resolutie zou Palestina worden verdeeld in een Joodse en een Arabische staat. Dit plan werd door de Arabische leiders verworpen, omdat dit in het nadeel was van de Palestijnen. Het aannemen van resolutie 181 wordt gezien als het begin van de burgeroorlog die uitmondde in de Arabisch-Israëlische Oorlog van 1948.
De inleidende tekst van het Plan Dalet stelt onder meer:
Het doel van het plan is om de controle te verkrijgen over de gebieden van de Joodse staat en zijn grenzen te verdedigen. Tevens is het streven controle te verkrijgen over Joodse nederzettingen en bevolkingsconcentraties buiten de grenzen van de Joodse staat tegen reguliere, semi-reguliere en kleine troepenmachten van bases buiten of binnen de staat, de hiaten op te vullen van de voorafgaande drie plannen en ze daarmee beter aan te passen aan de situatie die verwacht wordt te zijn verworven aan het einde van het Britse bewind in het gebied.
Op 5 april 1948 begon de eerste krijgsverrichting van het Plan-Dalet, Operatie Nachsjon, waarmee langs de weg tussen Tel Aviv en Jeruzalem, die dwars door Palestijns (en aan de Palestijnen toebedeeld) gebied liep, een corridor moest worden gemaakt. Langs deze weg werd de Joodse enclave in westelijk Jeruzalem bevoorraad, terwijl paramilitaire eenheden van Abd al-Qader al-Hoesseini het gebied verdedigden en Joodse transporten bestookten. Dit culmineerde op 27 mei toen een konvooi van de Hagana ten zuiden van Jeruzalem in een hinderlaag liep waarbij zesendertig Joodse strijders omkwamen en hun lijken werden verminkt. Op 9 april was Operatie Nachsjon zover dat men het dorpje Qastal bereikte. Abd al-Qader al-Hoesseini sneuvelde bij de verdediging ervan. Daarna lag het laatste stuk van de weg naar Jeruzalem open. Een voor een werden de Palestijnse dorpjes omsingeld en veroverd en werd de bevolking op de vlucht gejaagd. De dorpjes werden gesloopt en bestaan niet meer.
Critici van het Israëlische beleid stellen dat Plan Dalet met name de verovering van Arabisch gebied en verdrijving van Arabische inwoners tot doel had. Volgens hen was bijvoorbeeld het bloedbad bij Deir Yassin een van de eerste stappen van het Plan Dalet.
Zowel de Israëlische historicus Benny Morris als de Palestijnse historicus Issa Khalaf stellen dat het Plan Dalet niet de verdrijving van Palestijnen tot doel had, maar dat het een logisch gevolg van een oorlog is geweest.
De Israëlische historici Avi Shlaim en Ilan Pappé zijn echter van mening dat het plan Dalet het vooropgestelde doel had de Arabieren te verdrijven uit zowel het gebied van de in de VN-resolutie voorgestelde toekomstige Joodse staat alsook uit het gebied van de voorgestelde Arabische staat.
Ilan Pappé merkt een verschil op tussen Plan Dalet en de operationele orders van Operatie Nachson. Het Plan liet b.v. de mogelijkheid open van overgave door een dorp of een stad, de operationele orders deden dat niet.
Daarom stelt hij:
De eenheden van de Palmach ontvingen hun orders voor Nachson op 1 april 1948. De nacht tevoren had de "Consultancy"(Haveadah Hamyeazet) , het Consulterend Comité, bij Ben-Gurion thuis de laatste hand gelegd aan de directieven voor de eenheden. Hun orders waren duidelijk: "het voornaamste doel van de operatie is de vernietiging van Arabische dorpen...(en) de verdrijving van de dorpelingen zodat ze een economische verplichting worden voor de gezamenlijke Arabische legereenheden

## Plan A,B en C
De naam Plan Dalet doet vermoeden dat het voortbouwt op eerdere plannen en dat klopt.
- Plan Alef , (A) , ook wel Elimelech-plan, was een eerste plan uit 1937, opgesteld – op vraag van David Ben Gurion – door Elimelech Avnir, Hagana-commandant van het district Tel Aviv. Het waren militaire richtlijnen voor de overname van Palestina als het moment was aangebroken dat de Britten zouden vertrekken.
- Plan Beth, B, opgesteld in 1946.
- Plan Gimel (C), een samenvoeging van A en B.  Deze  militaire acties waren erop gericht de Palestijnse bevolking ervan af te schrikken Joodse nederzettingen aan te vallen en represailles te nemen bij aanvallen op Joodse huizen, wegen en verkeer. (het plan behelsde o.a. dat Palestijnse politieke leiders, onruststokers en hun geldschieters, Palestijnen die optraden tegen Joden moesten worden geliquideerd, dat wat nodig was voor het levensonderhoud van de Palestijnen (bronnen, molens) moest worden beschadigd.

Voor alle acties moest men teruggrijpen op de bron aan informatie die men vond in de Palestijnse dorpen-dossiers die sinds begin jaren 1930 op het kantoor van het Joods Nationaal Fonds waren opgebouwd door deskundigen.